# Homogenitätsprinzip (Wissenschaftstheorie)
Ein Homogenitätsprinzip ist eine Ununterscheidbarkeitsforderung in der Protophysik.
Für die Herstellung von Formen für Grundmessgeräte wird verlangt, dass Eigenschaften eines Teilbereichs einer Form (etwa ein Punkt auf einer Ebene) nicht von denselben Eigenschaften anderer Teilbereiche dieser Form unterscheidbar sind.
Der Ansatz Ununterscheidbarkeitsforderungen aufzustellen stammt von Hugo Dingler, die erste Ausarbeitung unter dem Begriff Homogenitätsprinzip von Paul Lorenzen. 